# Willy Stuhlfeld
Willy Max Arthur Stuhlfeld (* 9. März 1879 in Berlin; – nach 1940) war ein deutscher Opernsänger, Theaterdirektor, Verleger und Schriftsteller.

## Leben und Wirken

### Opernsänger und Theaterdirektor
Sein Vater war Kürschnermeister in Berlin.
Willy Stuhlfeld wurde zum Opernsänger ausgebildet.
1913 wurde er Direktor des Stadttheaters in Tilsit in Ostpreußen. 1914 wurde dieses wegen des beginnenden Krieges geschlossen.
Seit diesem Jahr leitete er das Stadttheater Würzburg. In einem der folgenden Jahre leitete er auch die Operngastspiele Salzburg.
1922 wurde Willy Stuhlfeld Direktor der Vereinigten Stadttheater Nürnberg-Fürth für eine Spielsaison.

### Verleger und Autor
Willy Stuhlfeld gründete 1919 den Eigenbrödler-Verlag in Berlin. Dieser gab vor allem schöngeistige Literatur heraus, teilweise in technisch hochwertigen bibliophilen Ausgaben.
Er verfasste auch selber einige Werke wie die Geschichte der deutschen Schauspielkunst.
1931 musste der Verlag aufgelöst werden.
1934 wurde Willy Stuhlfeld Geschäftsführer im Verlag für Kulturpolitik und blieb dies bis 1937. Er schrieb danach weitere Bücher bis mindestens 1941.
Willy Stuhlfeld war mit der Hofopernsängerin Maria Stuhlfeld, einer Tochter des Jenaer Professors Christian Gänge, verheiratet.